# Natalia Blanch
Natalia Blanch (Córdoba, 1971) es una artista argentina. Participó en diferentes exposiciones y festivales en Argentina, Bélgica, México, Cuba, Francia, Suiza y Estados Unidos. Su producción artística comprende diversos lenguajes; dibujo, pintura, escultura, performance y la relación entre imagen y sonido a través de programas y computadoras. Realizó diversas residencias artísticas y obtuvo reconocimientos por su producción. Desde el 2008 reside en Bruselas donde se desempeña como profesora de arte.

## Biografía

### Primeros años
Obtuvo la Licenciatura en Pintura, Escuela de Artes, Universidad Nacional de Córdoba, Argentina en 1996  y la Maestría en Bellas Artes, Universidad de Maryland, Estados Unidos, donde también se desempeñó como docente.

### Trayectoria
En el 2003 colaboró con el proyecto Partido Transportista de Votantes (PTV) iniciado por Lucas Di Pascuale y luego transformado en obra colectiva. Participó en el proyecto de puesta en escena de poema Qu’as-tu oublié cet automne? de Thierry Bodson (2011). Realizó la curaduría junto a Luis Romero la edición #N 11 de "Pulgar" (2002), revista de arte de Caracas, Venezuela.
Desde el año 2000 participó de diversas residencias en centros artísticos de La Habana, Santa Cruz de la Sierra, Florida, Belgrado, Praga, Francia y Tournai.

## Premios y reconocimientos
- Beca para artistas, UNESCO-Aschberg (2001).[2]
- Premio a la Excelencia por su Tesis de Maestría, Universidad de Maryland, Estados Unidos (2000).[2]
- Mención especial, Salón de pintura de Río Cuarto, Córdoba (1994).[2]
- Mención especial Pintura, Salón Ciudad de Córdoba (1992).[2]